# أيردراي وشوتس (دائرة انتخابية في المملكة المتحدة)
أيردراي وشوتس  (بالإنجليزية: Airdrie and Shotts)‏ هي إحدى الدوائر الانتخابية في المملكة المتحدة الممثلة في مجلس العموم في برلمان المملكة المتحدة.
عضو البرلمان الذي يمثلها حالياً هو :Rt Hon John Reid (Lab).